# جون موريس (رجل أعمال)
جون موريس (بالإنجليزية: John Morris)‏ هو شخصية أعمال أمريكي، ولد في 1948 في سبرينغفيلد في الولايات المتحدة.